# Stari Mértxik
Stari Mértxik (en ucraïnès Старий Мерчик i en rus Старый Мерчик) és una vila de la província de Khàrkiv, Ucraïna. El 2024 tenia 1.622 habitants.